# Libuše Rudinská
Libuše Rudinská (* 13. září 1974, Uherské Hradiště) je česká filmová dokumentaristka, režisérka, producentka a fotografka.

## Osobní život
Její otec je poloviční Slovák a matka poloviční Ruska. Má dva sourozence, o pět let staršího bratra a o pět let mladší sestru. Má dva syny – Bořka (2009) a Čeňka (2013).
Vystudovala gymnázium v Otrokovicích. Na škole začala fotografovat a dálkově studovala Lidovou konzervatoř Ostrava, kde ji inspiroval pedagog Bořek Sousedík. Ihned po maturitě začala studovat fotografii na FAMU. Zde ji velmi ovlivnili pedagogové a významní fotografové Jindřich Štreit a Viktor Kolář.

## Pracovní život
Po ukončení studií se spojila s novinářem a pozdějším politikem Jaromírem Štětinou a pracovala pro něho jako kameramanka a spoluautorka scénářů k dokumentům pro Českou televizi. Procestovali spolu Keňu, Gruzii, Arménii, Ázerbájdžán a Afghánistán. Poté strávila rok na Fulbrightově stipendiu v San Franciscu v Kalifornii, kde studovala konceptuální strategie, nová média a vizuální antropologii.
Od té doby se zabývá výhradně tvorbou dokumentárních filmů.

### Filmografie
- 2000 – Josefína – Africký příběh
- 2000 – Koptové na poušti
- 2000 – Afrika: ztráta imunity
- 2001 – Gruzie v roce jedna
- 2001 – Horští Židé v Ázerbájdžánu
- 2001 – Náhorní Karabach deset let poté
- 2003 – Hranice dospělosti
- 2008 – Uloupené mateřství
- 2008 – Dvacet bezesných let
- 2008 – Václavák
- 2008 – Ekoprůkopníci
- 2008 – Svědci a světci – Sv. Hildegarda z Bingenu
- 2009 – Cesty víry – Karmelitky
- 2011 – Můj otec George Voskovec
- 2012 – Návraty dokumentaristů
- 2014 – Pavel Wonka se zavazuje
- 2018 – Na tělo
- 2019 – Celoživotní zápas Gustava Frištenského
- 2020 – Kolben